# 土橋一次
土橋 一次（つちはし いちじ、1886年（明治19年）5月6日 - 1954年（昭和29年）4月22日）は、日本陸軍の軍人。最終階級は陸軍中将。

## 経歴
現在の鹿児島県鹿児島市新照院町で土橋次郎助の二男として生まれる。鹿児島県第一中学校（現鹿児島県立鶴丸高等学校）、熊本陸軍地方幼年学校、中央幼年学校を経て、1905年（明治38年）11月、陸軍士官学校（第18期）を卒業。翌年6月、砲兵少尉に任官し近衛砲兵連隊付となる。1910年（明治43年）11月、陸軍砲工学校高等科を卒業。1917年（大正6年）11月、陸軍大学校（第29期）を卒業した。
砲工学校教官、兵器局課員、中国出張などを経て、1922年（大正11年）7月から1928年（昭和3年）7月まで、北京政府応聘による北京陸大教官を務めた。支那駐屯軍司令部付、第6師団司令部付などを経て、1930年（昭和5年）8月、砲兵大佐に昇進し長崎要塞司令官に就任。野戦重砲兵第7連隊長、台湾軍参謀などを歴任し、1935年（昭和10年）8月、陸軍少将に進級。
陸軍技術本部総務部長、陸軍自動車学校長を歴任し、1938年（昭和13年）7月、陸軍中将となり新編の第22師団長に親補され、中国戦線で活動。1941年（昭和16年）3月、第12軍司令官となる。1942年末に第12軍所属部隊で発生した館陶事件の責任を問われて転任、参謀本部付を経て、1943年（昭和18年）4月、予備役に編入された。1945年（昭和20年）3月に召集され陸軍兵器本廠付となり、翌月、熊本師管区司令官となり終戦を迎えた。同年10月に召集解除となった。
1947年（昭和22年）11月28日、公職追放仮指定を受けた。

## 栄典
勲章等
- 1940年（昭和15年）8月15日 - 紀元二千六百年祝典記念章[3]